# 그레이엄 애비
그레이엄 로버트 톰슨 애비(영어: Graham Robert Thomson Abbey, 1971년 3월 24일 ~ )는 캐나다의 배우이다.

## 출연 작품
- 퍼스트 리스폰스 (2015)
- 킬 브라스 (2010)
- 더 굿 위치스 기프트 (2010)
- 카지노 잭 (2010)
- 국경특수수사대 시즌3 (2009)
- 러브 레터 프럼 언 오픈 그레이브 (2009)
- 디펜더 (2009)
- 국경특수수사대 시즌2 (2008)
- 국경특수수사대 시즌1 (2008)